# Bomand Utzon-Frank
Bomand Utzon-Frank (født 24. juli 1917, død 16. marts 1964) var en dansk billedhugger. 
Han var søn af billedhuggeren Einar Utzon-Frank. 
En skulptur af Bomand Utzon-Frank står i Skydebanehaven på Vesterbro i København.